# الطريق الوطنية رقم 7 (تونس)
| ط و 7                |                           |
| الطريق الوطنية رقم 7 |                           |
|                      |                           |
| الاتجاه              | شرق - غرب                 |
| الحد الشرقي          | مدينة تونس                |
| الحد الغربي          | الحدود التونسية الجزائرية |
| الشبكة               | الطرقات الوطنية           |
|                      |                           |

الطريق الوطنية رقم 7 أو ط و7 طريق رئيسية تونسية تصل بين مدينة تونس والحدود التونسية الجزائرية غرب مدينة طبرقة، وهي تمرّ بالمدن والقرى التالية على التوالي:
- مدينة تونس،
- باردو،
- وادي الليل،
- بجاوة،
- السعيدة،
- الجديدة،
- ماطر،
- غزالة،
- سجنان،
- تمرة،
- طبرقة.